# Гарей
Гаре́й (тат. Гәрәй) — река в России, протекает в Республике Татарстан, приток реки Мараса.
В устье реки Гарей, на правом берегу реки Мараса, обнаружено городище Гирей-кала.

## География и гидрология
Гарей правобережный приток реки Мараса, её устье находится в 24 километрах от устья Марасы. Длина реки — 18 километров. Площадь водосборного бассейна — 156 км².
Имеет приток — ручей Курналинский.

## Данные водного реестра
По данным государственного водного реестра России относится к Нижневолжскому бассейновому округу, водохозяйственный участок реки — Большой Черемшан от истока и до устья. Речной бассейн реки — Волга от верхнего Куйбышевского водохранилища до впадения в Каспий.
Код объекта в государственном водном реестре — 11010000412112100005169.